# Kanzi (Bonobo)

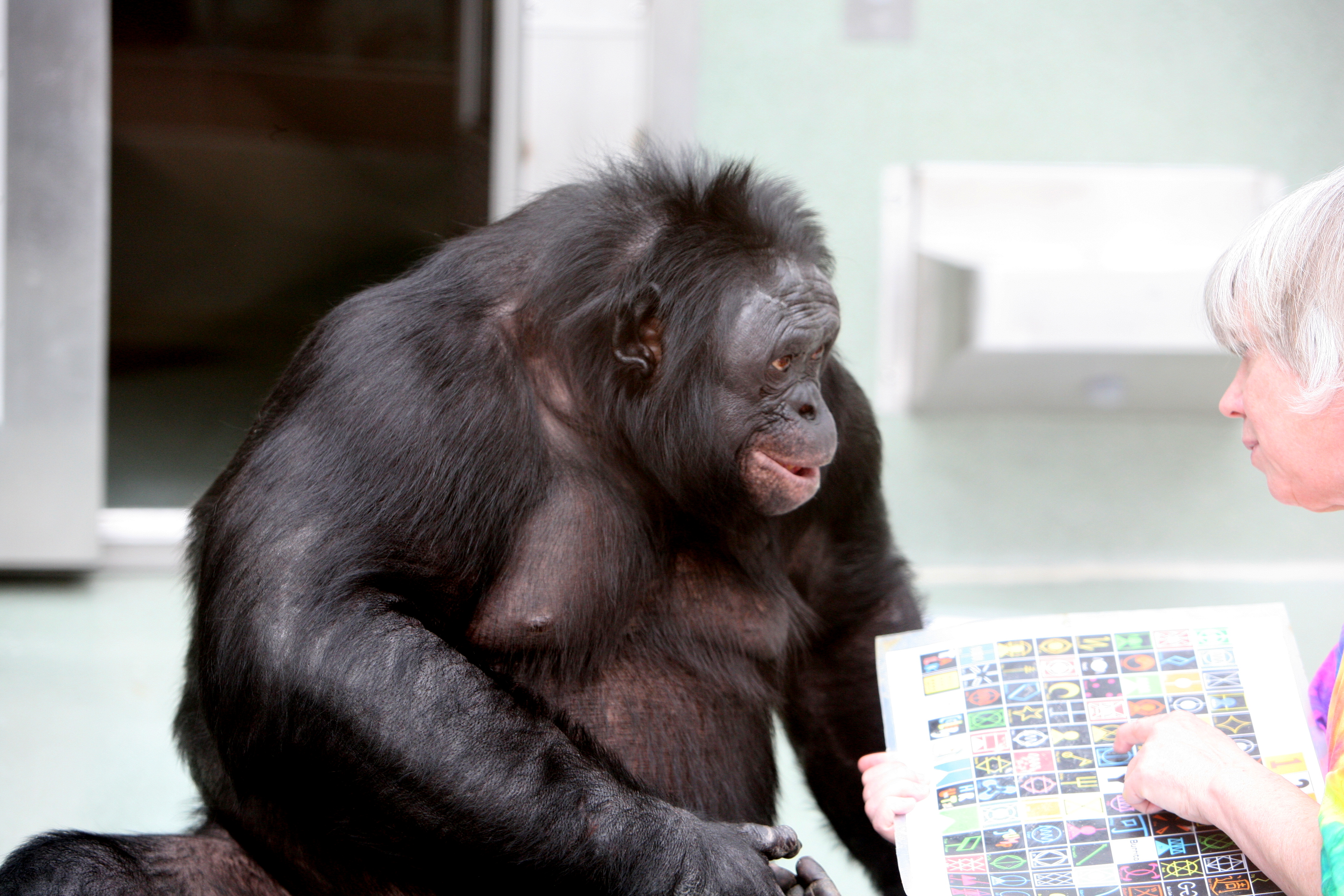
Kanzi neben Savage-Rumbaugh mit Lexigrammtafel im Jahr 2006

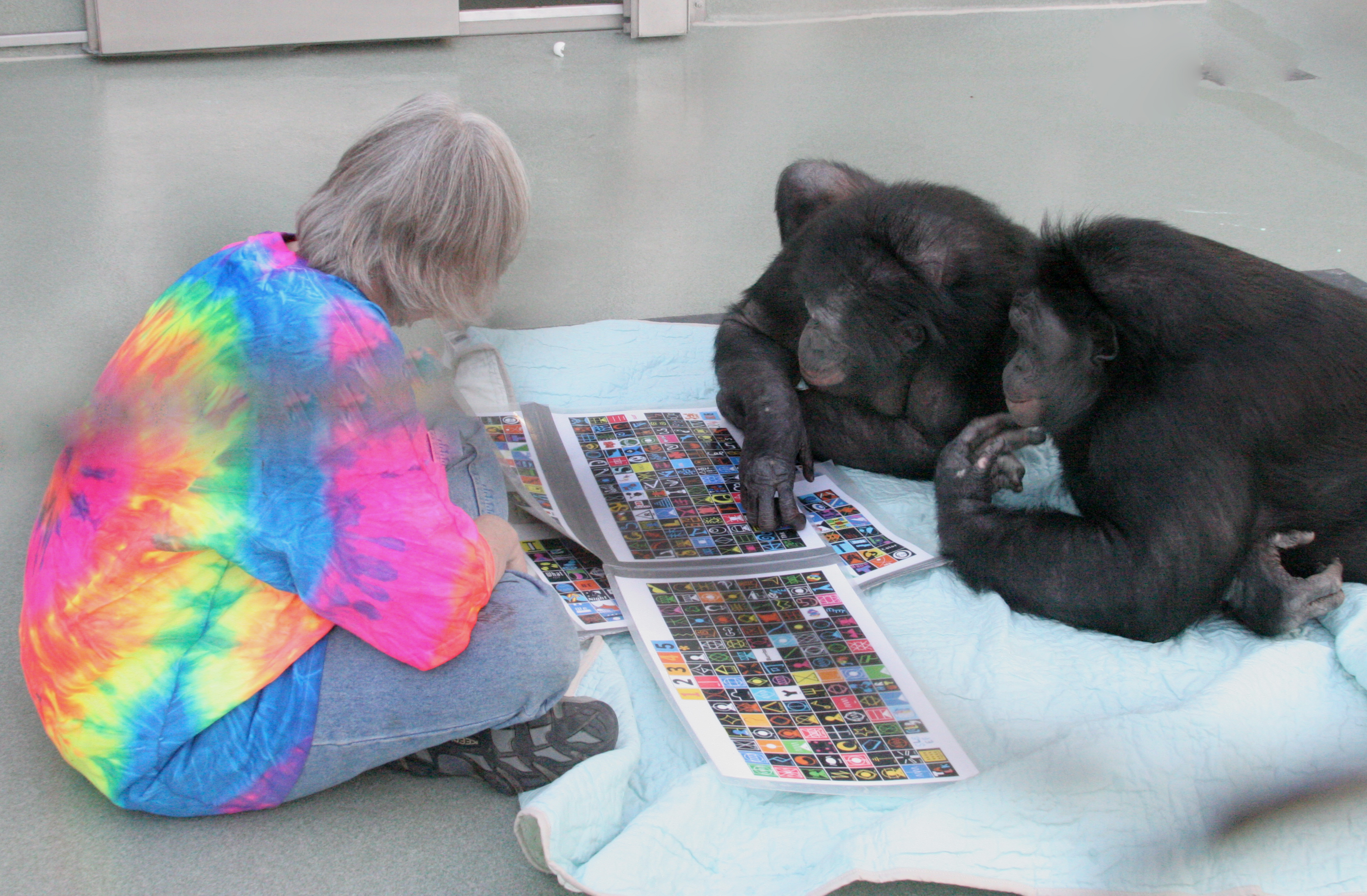
Kanzi mit Savage-Rumbaugh und seiner Schwester Panbanisha

Lexigramm für Kanzi

Kanzi (* 28. Oktober 1980; † 18. März 2025) ist der Name eines Bonobos (Zwergschimpanse), der aufgrund seiner vergleichsweise ausgeprägten englischen Sprachkenntnisse berühmt wurde.
Seine mentalen Fähigkeiten wurden unter anderem 1994 in „The Ape at the Brink of the Human Mind“ (deutscher Titel: „Kanzi, der sprechende Affe“) beschrieben. Das Sprechen menschlicher Sprache ist Bonobos anatomisch zwar nicht möglich, Kanzi verstand aber teilweise gesprochenes Englisch und konnte mithilfe einer 300 Lexigramme umfassenden Symboltafel kommunizieren. Er wurde in verschiedenen Dokumentarfilmen über tierische Intelligenz und tierische Sprache porträtiert. Die Erkenntnisse der Versuche mit Kanzi trugen zum Verständnis der Verhaltensbiologie von Bonobos bei.

## Leben
Kanzi wurde in der Yerkes field station der Emory University geboren. Seine Eltern waren Lorel und Bosandjo. Kurz nach seiner Geburt wurde Kanzi von der ranghöheren Bonobo Matata gestohlen und adoptiert. Kanzi lebte in einem speziellen Tierheim in Des Moines (US-Bundesstaat Iowa) und lernte dort schon ab seinem ersten Lebensjahr, mit Menschen zu kommunizieren. Später wurde er zum Language Research Center der Georgia State University transferiert.
Kanzi, der von der Psychologin und Affenforscherin Sue Savage-Rumbaugh unterrichtet wurde, verstand etwa 3000 Wörter (in Englisch) und reagierte darauf. Sein aktives Vokabular umfasste etwa 500 Wörter. Kanzi kommunizierte per Computertastatur mit Lexigrammen. Damit konnte er Sätze bilden, verwendete Wörter auch im übertragenen Sinn (er schimpfte über einen anderen – wohl bemerkt sauberen – Affen als „Affe, dreckig“), äußerte Gefühle und Wünsche und hatte die Intelligenz eines etwa dreijährigen Menschen. Sein eigenes Lexigramm ist vom chinesischen Zeichen 太 abgeleitet, sein Name bedeutet auf kisuaheli ‚verborgener Schatz‘. Er war in der Lage, einem zuvor unbenutzten Symbol auf seiner Tastatur ein neues Wort zuzuordnen („rote Tasse“) und beantwortete ab dann die Frage, ob er etwas zu trinken haben wolle, mit „Orangensaft, rote Tasse“. Des Weiteren hat er durch seine Fähigkeit, mit Streichhölzern Feuer zu machen und Nahrung (unter anderem Marshmallows) zu grillen, Aufmerksamkeit erregt. Kanzi konnte Lebensmittel aus einem Verkaufsautomaten beziehen und in einem Mikrowellenherd zubereiten und schaute sich selbstausgewählte Filme im Fernsehen an.
Zu den beschriebenen Versuchen zählt: In einem durch ein Gitter geteilten Raum ist in jedem Teil ein Affe. Einer (A) bekommt hintereinander Delikatessen in verschlossenen Behältern, jeder lässt sich nur mit einem ganz bestimmten Werkzeug öffnen. Alle diese Werkzeuge hat der andere Affe (B). Nun muss (über eine Tastatur) A bei B das richtige Werkzeug anfordern, B sucht es und übergibt es durch ein Loch im Gitter an A. Nun kann A den Behälter öffnen und kommt an die begehrte Leckerei. Ab 1990 wurde zudem Kanzis Fähigkeit untersucht, Steinwerkzeuge herzustellen.

## Dokumentarfilme
- National Geographic Explorer: Pygmy Chimps: Star Students (1985)
- TEDtalks: Susan Savage-Rumbaugh: The Real-Life Culture of Bonobos (2006)

## Belege
1. ↑  In Memory of Kanzi. Auf: apeinitiative.org, eingesehen am 20. März 2025.
2. 1 2 3 4 5  Margo DeMello: Animals and Society. Columbia University Press, 2012, ISBN 978-0-231-52676-0, S. 369.
3. 1 2  Sue Savage-Rumbaugh, R. Lewin: Kanzi: The Ape at the Brink of the Human Mind. Wiley 1994, ISBN 978-0-471-58591-6. Deutsche Ausgabe: »Kanzi - der sprechende Schimpanse. Was den tierischen vom menschlichen Verstand unterscheidet.« Aus dem Amerikanischen von Sebastian Vogel. Droemersche Verlagsanstalt Th. Knaur Nachf., München 1995, ISBN 978-3-426-77311-6.
4. ↑  Barry Lewis: Cengage Advantage Books: Understanding Humans: An Introduction to Physical Anthropology and Archaeology. Cengage Learning, 2008, ISBN 978-0-495-60474-7.
5. ↑  Richard W. Wrangham: Chimpanzee Cultures. Harvard University Press, 1996, ISBN 978-0-674-11663-4, S. XVIII.
6. ↑  P Raffaele: Speaking Bonobo. In: Smithsonian Magazine. Smithsonian Magazine, November 2006 (englisch, smithsonianmag.com [abgerufen am 26. November 2018]). 
 Amazing photos of Kanzi the bonobo lighting a fire and cooking a meal. Fotostrecke auf telegraph.co.uk. Abgerufen am 26. November 2018
7. ↑  Nicholas Toth, Kathy D. Schick, E. Sue Savage-Rumbaugh, Rose A. Sevcik, Duane M. Rumbaugh: Pan the Tool-Maker: Investigations into the Stone Tool-Making and Tool-Using Capabilities of a Bonobo (Pan paniscus). In: Journal of Archaeological Science. Band 20, Nr. 1, 1993, S. 81–91, doi:10.1006/jasc.1993.1006.
8. ↑  Kathy D. Schick, Nicholas Toth, Gary Garuf, E. Sue Savage-Rumbaugh, Duane Rumbaugh, Rose Sevcik: Continuing Investigations into the Stone Tool-making and Tool-using Capabilities of a Bonobo (Pan paniscus). In: Journal of Archaeological Science. Band 26, Nr. 7, 1999, S. 821–832, doi:10.1006/jasc.1998.0350.
9. ↑  Itai Roffman, Sue Savage-Rumbaugh, Elizabeth Rubert-Pugh, Avraham Ronen, Eviatar Nevo: Stone tool production and utilization by bonobo-chimpanzees (Pan paniscus). In: PNAS. Band 109, Nr. 36, 2012, S. 14500–14503, doi:10.1073/pnas.1212855109.